# Élise Thiébaut
Élise Thiébaut, née le 12 mars 1962  à Marseille, est une féministe, autrice et journaliste 
française.

## Parcours professionnel
Élise Thiébaut a d’abord travaillé dans la presse écrite grand public ou institutionnelle en qualité de journaliste et secrétaire de rédaction,.
Elle collabore ensuite comme conceptrice-rédactrice pour des agences de communication telles Acte Là !, JBA conseil éditorial et design graphique, Anatome ou e/n/t/design.
Depuis 1991, elle s'est spécialisée dans la signalétique. Elle participe, en collaboration avec une équipe pluridisciplinaire, à la conception de la signalétique d’orientation et d’information du musée du Louvre, en 2001. Parmi ses autres installations, se distingue la création de 150 panneaux sur l'histoire du métro parisien installés de manière permanente dans les différentes stations de la RATP. Elle a également travaillé pour le Conservatoire national des arts et métiers, le musée de l'Assistance publique - Hôpitaux de Paris ou le musée du Président-Jacques-Chirac à Sarran.
De 2004 à 2014, elle est chargée de cours à la Haute École d'art et de design Genève (HEAD), où elle anime des ateliers de signalétique et de communication.
Elle a été rédactrice en chef du magazine de la ville de Montreuil de 2009 à 2012, puis directrice de la communication de la ville de Saint-Ouen de 2012 à 2014.

## Production littéraire et féminisme
Élise Thiébaut est l'autrice de divers essais et ouvrages documentaires. Elle puise principalement son inspiration dans la situation de la femme au sein des sociétés contemporaines, allant de ses représentations en politique à la banalisation des violences physiques et morales subies par les femmes. A ce but, elle a co-édité avec Agnès Boussuge, aux éditions Syros, une série de livres destinés aux adolescents.
En 2017, elle publie Ceci est mon sang, petite histoire des règles, de celles qui les ont et de ceux qui les font aux éditions La Découverte. Elle y décortique sous différents regards — économique, religieux, historique ou social —, l'histoire dite « tabou » du cycle menstruel chez les femmes,.
Élise Thiébaut a été journaliste pour le magazine d'actualité féministe Clara Magazine, journal de l'association Femmes solidaires, mouvement féministe, laïque et d’éducation populaire.
En 2019, avec son livre intitulé Mes ancêtres les gauloises, Elise Thiébaut s'interroge sur l'histoire de France au travers de sa propre identité,. Tout en retraçant l'histoire de sa famille et en particulier celle des femmes constituant sa "lignée", elle livre une autre vision de la « Grande Histoire ».
En 2021, elle publie L'Amazone verte, une biographie de l'éco-féministe Françoise d'Eaubonne.
Elle est membre de l’association Avocats sans frontières - France, pour laquelle elle a notamment participé au projet « Défense de lapider » dans le cadre de l’affaire Amina Lawal au Nigeria.

## Vie privée
Elise Thiébaut est la fille de la photographe Marie Fouque (1939-2018) et du réalisateur et archiviste Claude Thiébaut  (1939-1997). Elle est la sœur de l'ingénieur du son Stéphane Thiébaut et du pilote Pierre-Etienne Dornès.
Elle est la mère de Nora, née en 1996.
Dans ses deux livres, Ceci est mon sang et Mes ancêtres les Gauloises, elle parle de sa famille, racontant notamment les impensés qui la traversent, qu'il s'agisse du tabou des règles, de l'endométriose pour le premier ou, pour le second, des non-dits de l'histoire de France : la place des femmes, la colonisation, la religion et la Seconde Guerre mondiale notamment

## Publications
- 1983 : Mokhtar et le Noyer centenaire, illustrations de Philippe Lafond, Larousse (ISBN 978-2-03-651206-1)
- 2000 : Guide pratique de l'apocalypse, Éditions Quintette (ISBN 2868500838)
- 2002 : Le Théâtre du feu, avec Thierry Nava et Christophe Berthonneau, Actes Sud (ISBN 2742738355)
- 2006 : Le Pacte d'Awa : Pour en finir avec les mutilations sexuelles, avec Agnès Boussuge, Syros (ISBN 274850416X)
- 2007 : 
  - Si j'étais présidente : Des femmes en politique, avec Agnès Boussuge, Syros (ISBN 2748505638)
  - J'appelle pas ça de l'amour, avec Agnès Boussuge, Syros (ISBN 2748505662)
- 2008 : Feux royaux à Versailles: la face cachée du soleil, avec Raphaël Masson, Actes Sud Beaux Arts, Hors collection  (ISBN 978-2-7427-7605-4)
- 2017 : 
  - Ceci est mon sang. Petite histoire des règles, de celles qui les ont et de ceux qui les font, La Découverte.  (ISBN 978-2-7071-9292-9) Traduit dans sept pays : Italie, Espagne, Argentine, Corée, Taiwan, Chine populaire et Turquie.
  - Les Règles, quelle aventure, avec Mirion Malle, La ville brûle (ISBN 978-2-3601-2094-9) Traduit dans deux pays : Argentine et Russie.
- 2019 : 
  - Les fantômes de l'Internationale avec le dessinateur Baudoin, La ville brûle (ISBN 978-2-36012-111-3)
  - Mes ancêtres les Gauloises. Une autobiographie de la France, La Découverte (ISBN 978-2-348-03768-9)
- 2020 : Un toro dans la reine, collectif, Au diable Vauvert (ISBN 979-1-0307-0393-1)
- 2021 : 
  - L'amazone verte (Le roman de Françoise d'Eaubonne), Éd. Charleston (ISBN 978-2-36812-610-3)
  - Au Bonheur des vulves, avec Camille Tallet, Éd. Leduc  (ISBN 1028522827)

### Pièces de théâtre
- 2019 : Tout sur le rouge, éditions des femmes-Antoinette Fouque, octobre 2019 (ISBN 978-2-7210-0709-4) : interprétée par Aline Stinus et mise en scène par Caroline Sahuquet, jouée à la Manufacture des Abbesses en novembre 2019.

## Prix et distinctions
- Grand prix de la presse municipale pour Le Journal de Saint-Ouen
- Grand prix de la presse territoriale pour Tous Montreuil, 2011
- Prix du meilleur journal municipal pour Tous Montreuil
- Prix Coup de cœur du Jury de l'AMIF pour Tous Montreuil
- Prix international Hemingway[17] (septembre 2020) pour la nouvelle Un toro dans la reine, parue chez Au diable Vauvert